# Austrália nos Jogos Olímpicos de Inverno de 1968
A Austrália participou dos Jogos Olímpicos de Inverno de 1968 em Grenoble, na França.